# Zambrana
Zambrana is een plaats en gemeente in de Spaanse provincie Álava in de regio Baskenland, gelegen op 33 kilometer ten zuidwesten van Vitoria-Gasteiz. De gemeente heeft een oppervlakte van 40 km² en telt 398 inwoners (1 januari 2016).

## Geografie
De gelijknamige plaats, waarin zich ook het gemeentehuis bevindt, ligt bij de samenvloeiing van de rivieren Zadorra en Ebro. De Ebro vormt hier de provinciegrens tussen de provincies Álava en Burgos.
In de gemeente bevinden zich de volgende kernen:
- Berganzo
- Ocio
- Portilla
- Zambrana

De kern Santa Cruz del Fierro wordt aan alle zijden begrensd door de gemeente Zambrana, maar hoort bij de gemeente Berantevilla.
De gemeente Zambrana grenst in het noorden aan Berantevilla en Condado de Treviño (provincie Burgos), in het oosten aan Peñacerrada-Urizaharra, in het zuiden aan Labastida en in het westen aan Miranda de Ebro (provincie Burgos).

## Cultuur
Hoewel in Zambrana tegenwoordig voornamelijk Spaans wordt gesproken, sprak men er vroeger meer Baskisch. De huidige officiële naam van de plaats/gemeente is een Spaanse verbastering van de oorspronkelijk Baskische naam Zanbrana. Deze oude naam wordt thans niet meer erkend door de Koninklijke Academie van de Baskische taal (Euskaltzaindia).

## Demografische ontwikkeling
Bron: INE, 1857-2011: volkstellingen
Opm.: In 1930 werden de gemeenten Berganzo en Ocio aangehecht
Alegría-Dulantzi · Amurrio · Añana · Aramaio · Armiñón · Arraia-Maeztu · Arrazua-Ubarrundia · Artziniega · Asparrena · Ayala/Aiara · Baños de Ebro/Mañueta · Barrundia · Berantevilla · Bernedo · Campezo/Kanpezu · Elburgo/Burgelu · Elciego · Elvillar/Bilar · Harana/Valle de Arana · Iruña de Oca/Iruña Oka · Iruraiz-Gauna · Kripan · Kuartango · Labastida · Lagrán · Laguardia · Lanciego/Lantziego · Lantarón · Lapuebla de Labarca · Laudio/Llodio · Legutiano · Leza · Moreda de Álava · Navaridas · Okondo · Oyón-Oion · Peñacerrada-Urizaharra · Ribera Alta · Ribera Baja/Erribera Beitia · Salvatierra/Agurain · Samaniego · San Millán/Donemiliaga · Urkabustaiz · Valdegovía · Villabuena de Álava/Eskuernaga · Vitoria-Gasteiz · Yécora/Iekora · Zalduondo · Zambrana · Zigoitia · Zuia